# Ustrobna
Ustrobna is een Pools dorp van 1143 inwoners in het administratief district Wojaszówka in de powiat Krośnieński (Subkarpaten) en de gemeente Wojaszówka. Het ligt op ongeveer 4 km van Wojaszówka, 9 km van Krosno en 39 km van de powiathoofdstad Rzeszów.